# Emil Ninu
Emil Ducu Ninu (Craiova, 28 agosto 1986) è un calciatore rumeno, difensore del Spicul Vâlcelele.

## Carriera
Ha giocato nella massima serie dei campionati rumeno, bulgaro e cipriota.